# Pholas
Pholas is een geslacht van tweekleppigen uit de familie Pholadidae.

## Soorten
- Pholas dactylus Linnaeus, 1758 - gewone boormossel
- Pholas campechiensis Gmelin, 1791
- Pholas chiloensis Molina, 1782
- Pholas orientalis Gmelin, 1791
- Pholas silicula Lamarck, 1818